# Sarah Lahti
Sarah Lahti (née le 18 février 1995 à Klippan) est une athlète suédoise, spécialiste du fond.

## Carrière
Elle détient le record national du 10 000 m obtenu lors des Jeux olympiques de 2016.

## Palmarès
| Date | Compétition                            | Lieu           | Résultat | Épreuve    | Temps          |
| ---- | -------------------------------------- | -------------- | -------- | ---------- | -------------- |
| 2014 | Championnats du monde juniors          | Eugene         | finale   | 3 000 m    | DNS            |
| 2014 | Championnats du monde juniors          | Eugene         | finale   | 5 000 m    | DNF            |
| 2016 | Championnats d'Europe                  | Amsterdam      | 9e       | 10 000 m   | 32 min 14 s 17 |
| 2016 | Jeux olympiques                        | Rio de Janeiro | 12e      | 10 000 m   | 31 min 28 s 43 |
| 2017 | Championnats d'Europe espoirs          | Bydgoszcz      | 2e       | 10 000 m   | 32 min 45 s 91 |
| 2017 | Championnats du monde                  | Londres        | —        | 10 000 m   | DNF            |
| 2021 | Jeux olympiques                        | Tokyo          | —        | 10 000 m   | DNF            |
| 2024 | Championnats d'Europe de cross-country | Antalya        | 7e       | Individuel | 26 min 16 s    |

## Records
| Épreuve       | Épreuve   | Performance    | Lieu       | Date            |
| ------------- | --------- | -------------- | ---------- | --------------- |
| 1 500 m       | Plein air | 4 min 08 s     | Stockholm  | 4 juillet 2021  |
| 1 500 m       | En salle  | 4 min 11 s 68  | Portland   | 18 mars 2016    |
| 3 000 m       | Plein air | 8 min 50 s 97  | Utrecht    | 24 juin 2016    |
| 3 000 m       | En salle  | 8 min 59 s 01  | Växjö      | 25 février 2022 |
| 5 000 m       | Plein air | 15 min 04 s 87 | Birmingham | 21 mai 2022     |
| 10 000 m      |           | 31 min 11 s 12 | Stockholm  | 4 mai 2021      |
| Semi-marathon |           | 1 h 8 min 19 s | Valence    | 24 octobre 2021 |